# 尼古拉·别哥夫
尼古拉·米哈伊洛维奇·别哥夫（俄语：Николай Михайлович Пегов；1905年4月16日—1991年4月19日），苏联政治人物。曾任联共（布）滨海边疆区委第一书记兼海参崴市委第一书记；联共（布）中央委员会机关监察部副部长、轻工业部长、工青妇机关部长；苏共中央书记处书记；苏联最高苏维埃主席团书记；驻伊朗、阿尔及利亚、印度特命全权大使；外交部副部长等职务。

## 生平
- 1905年4月16日出生于莫斯科的一个文员家庭。
- 1919年2月-1923年7月，弗拉基米尔省亚历山德罗夫斯基区克列米亚切沃村农场农民。
- 1923年7月-1924年9月，莫斯科军区某仓库员工。1924年加入共青团。
- 1925年1月-1927年6月，莫斯科城市银行员工。
- 1927年6月-1931年8月，莫斯科红玫瑰纺织厂工人、团支书。期间，1928年-1929年，苏联红军服役。1930年7月加入联共（布）。
- 1931年8月-1932年4月，莫斯科红色导师学校培训班学习。
- 1932年4月-1933年4月，莫斯科高尔基纺织厂副厂长。
- 1933年4月-1935年9月，乌兹别克苏维埃社会主义共和国马吉兰市古比雪夫纺织厂厂长。
- 1935年9月-1938年8月，莫斯科莫洛托夫轻工业学院学习。期间，1938年1月-8月，联共（布）莫洛托夫轻工业党委书记。
- 1938年6月-9月，联共（布）中央委员会机关部组织委员长。
- 1938年9月-10月，联共（布）远东边疆区委第三书记。
- 1938年10月-1939年2月，联共（布）滨海边疆区委组织部书记。
- 1939年2月-1947年3月，联共（布）滨海边疆区委第一书记兼海参崴市委第一书记；远东方面军、太平洋舰队军事委员会成员。
- 1947年2月-1948年7月，联共（布）中央机关监察部副部长。
- 1948年7月-1952年2月，联共（布）中央轻工业部长。
- 1952年2月-10月，联共（布）中央工青妇机关部长兼人事部长。
- 1952年10月-1953年3月，苏共中央书记处书记。
- 1953年3月-1956年7月，苏联最高苏维埃主席团书记。
- 1956年7月-1963年6月，驻伊朗特命全权大使。
- 1964年1月-1967年6月，驻阿尔及利亚特命全权大使。
- 1967年6月-1973年4月，驻印度特命全权大使。
- 1973年4月-1976年1月，苏联外交部副部长。
- 1975年10月-1982年12月，苏共中央外事部长。
- 1982年12月起退休，享受莫斯科市个人养老金待遇。
- 1991年4月19日于莫斯科逝世，享年86岁。葬于新圣女公墓。

别哥夫是联共（布）18大代表，第18次代表会议代表，苏共19-26大代表；第18-26届中央委员，第19届中央主席团候补委员；第1-2、4、10届苏联最高苏维埃联盟院代表，第3届俄罗斯苏维埃联邦社会主义共和国最高苏维埃代表。

## 荣誉
- 四次列宁勋章（1942,1955,1965,1975）
- 十月革命勋章（1971）
- 一级卫国战争勋章（1945）
- 二级卫国战争勋章（1985）
- 两次劳动红旗勋章（1966,1985）
- 各民族人民友谊勋章（1981）[2]